# Bayard (Wirginia Zachodnia)
Bayard – miasto w Stanach Zjednoczonych, w stanie Wirginia Zachodnia, w hrabstwie Grant.